# 仙人

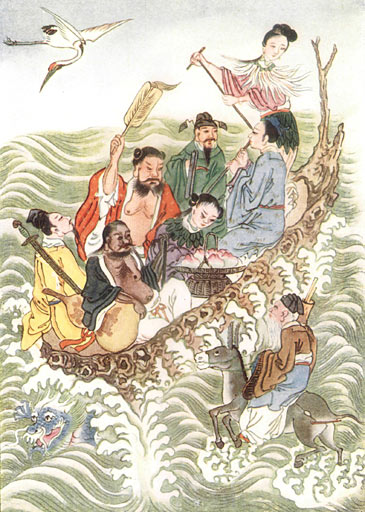
"八仙渡海図"

仙人（せんにん）は、中国の道教の伝説の人物を指す言葉。
道教は多神信仰の宗教であり、「三清」を最高神とする。道教の信仰する神仙は大きく分けて「神」と「仙」の2種類である。「神」には天神、地祇、物霊、地府神霊、人体の神、人鬼の神などが含まれる。このうち天神、地祇、陰府神霊、人体の神のような「神」は、先天的に存在する神様である。「仙」は仙真を指して、仙人と真人を含んで、後天的に修練を経て道を得て、神通力は広大で、変化は計り知れず、また不死の人である。中国では「神」と「仙」を組み合わせて「神仙」と呼ぶことが多い。

## 名称と定義
道教の神は西洋のキリストや日本の八百万の神と違って、中国の天地自然に宿っている神々も、普通の人間が羽化を経て仙人になった者も不老不死や道教の術を手に得て、永遠の命を持っている。中国の神話や道教では、神と仙人は異なる。
仙人 : もともと人間だが、長年の道教の修行を経て、自らの住所を仙境に変え、ここを総本山として暮らし、仙術を操って普通の人間を助ける。「仙」も「僊」と書く。『史記』の封禅書では「僊人」、『漢書』の芸文志では「神僊」と表記されていた。
神 : 「神」には天神、地祇、物霊、地府神霊、人体の神、人鬼の神などが含まれる。このうち天神、地祇、陰府神霊、人体の神のような「神」は、先天的に存在する神様である。
仙女 : 道教の女神を指す言葉であるが、直接に仙や神で呼ばれる事も多い。また、中国の仏教では天女と呼ぶ。
神仙 : 仙人・仙女・神を一括する言葉。
真人 : 仙人の中で上位的な存在で、道教の不滅の真理を悟った故、自然の神よりも強い霊力を持つ。彼等は自分の体内の陰陽を完全に調和し、道教の「道（タオ）」の神髄を具現化とした者である。

## 概要
道教は多神信仰の宗教であり、「三清」を最高神とする。道教の信仰する神仙は大きく分けて「神」と「仙」の2種類である。「神」には天神、地祇、物霊、地府神霊、人体の神、人鬼の神などが含まれる。このうち天神、地祇、陰府神霊、人体の神のような「神」は、先天的に存在する神様である。「仙」は仙真を指して、仙人と真人を含んで、後天的に修練を経て道を得て、神通力は広大で、変化は計り知れず、また不死の人である。代表的な神仙たちは三清 ·  玉皇大帝 ·  黄帝 ·  西王母 ·  七仙女 ·  八仙 ·  関羽 ·  嫦娥 ·  媽祖 ·  鍾馗 ·  雷公 ·  電母 ·  無極五母 ·  北斗星君 ·  九天応元雷声普化天尊 ·  南斗星君 ·  北極紫微大帝 ·  太上道君 ·  南極老人 ·  五毒将軍 ·  劉猛将軍 ·  赤精子 ·  五瘟使者 ·  二十四諸天 ·  二十八天 ·  寿老人 ·  太上老君 ·  九天玄女などである。

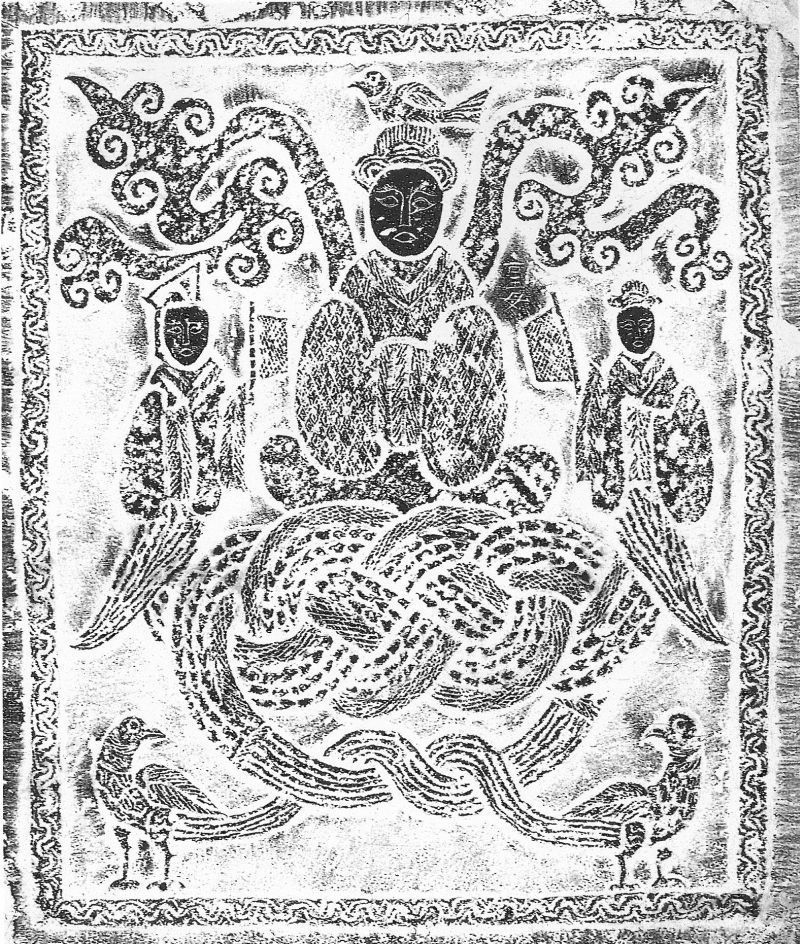
西王母像（漢代の拓本）

一般に仙人といえば白髯を生やした老人というイメージがあるが、韓湘子など若々しい容貌で語られる者や、西王母、麻姑仙人（仙女）などの女性の仙人の存在も多く伝えられている。そのうち、西王母は道教や中国神話の神でもある。
また、仙人は禁欲に徹する必要があるとする伝説もあり、たとえば久米仙人や一角仙人は色欲により神通力を失っている。
老子とは別に道教の源流の一つとなった神仙とは、東の海の遠くにある蓬莱山や西の果てにある崑崙山に棲み、飛翔や不老不死などの能力を持つ人にあらざる僊人（仙人）や羽人を指す伝説である。やがて方術や医学が発展すると、人でもある方法を積めば仙人になれるという考えが興った。
仙人は、死の過程を経ていないので神ではないが、神通力的な力を持っているため、以下のような方術を使うことができる。
1. 身が軽くなって天を飛ぶ
2. 水上を歩いたり、水中に潜ったりする
3. 座ったままで千里の向こうまで見通せる
4. 火中に飛び込んでも焼けない
5. 姿を隠したり、一身を数十人分に分身したりして自由自在に変身する忍術を使う
6. 暗夜においても光を得て物体を察知する
7. 猛獣や毒蛇などを平伏させる

### 道士
仙人になるために修行をする者は道士、または羽士・方士と呼ばれる。後世専ら、道士は道教修行者一般をさした。方士である徐福は秦の始皇帝の命を受けて東海の仙島に仙薬を求めて出航した。徐福は日本に逢着したともいわれ、日本各地に徐福伝説が残る。中国の軍師として知られる呂尚や諸葛亮なども仙術を修得していたと付会された。

### 仙境

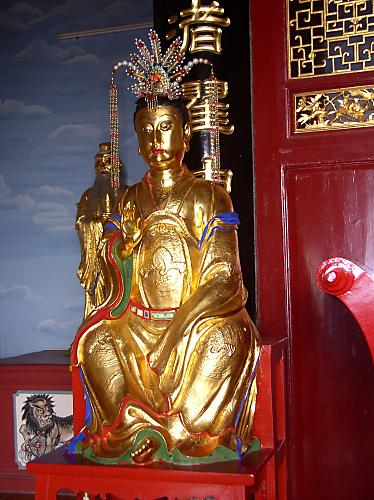
嫦娥像

仙人は主に高い山の上や島（仙島）、天上などの仙境（神仙郷、仙郷、仙界）に住む。仙境とは「仙人の住む土地。俗世間を離れた清浄な地」である。東方朔『十洲記』に「十洲三島」という仙境が記載されている。徐福の伝説で知られる蓬莱山は「三島」のうち蓬丘のことである。陶淵明の『桃花源記』には、桃源郷に住む者が仙人であるとは書いていない。しかし、この世の外延としての異界に理想郷があるという中国の宇宙観を垣間見ることができる（田中文雄による）。

## 種類
道教の信仰する神仙は大きく分けて「神」と「仙」の2種類である。

### 神
「神」には天神、地祇、物霊、地府神霊、人体の神、人鬼の神などが含まれる。このうち天神、地祇、陰府神霊、人体の神のような「神」は、先天的に存在する神様である。「仙」は仙真を指して、仙人と真人を含んで、後天的に修練を経て道を得て、神通力は広大で、変化は計り知れず、また不死の人である。

### 仙人
仙人は基本的に道教において仙道を体得し不老不死となる。神仙、真人もほぼ同義だが、用いられ方にニュアンスの違いがある。仙人は大きく分けて三種類いる。「天仙」、「地仙」、「尸解仙」である。以下、それらについて説明する。
- 天仙 - 天上に昇って仙人になること。その中でも真昼に衆人が見ている中で天上に昇って仙人になることを白日昇天という。白日昇天はこの天仙についていわれることである。白日昇天は道教の究極的な到達点であるとされ、『魏書』釈老志では「その教え（道教）は、みな邪累を除き去り、心神をあらいきよめ修行を積み功を立て、徳を重ね善を増してゆけば、やがて白日に昇天したり世上に長生することができる」と書かれている[8]。白日昇天を得る方法としては、『抱朴子』金丹篇では、金丹の一種である太清丹を服用するのが最もよく、太清丹の中でも特に9回焼き煉った第九転の丹は、これを一さじ服用すれば直ちに白日昇天できるという[8]。
- 地仙 - 仙道を得てはいるがまだ昇天せず地上の世間に留まって長生すること。天仙になるものは1200の善行を積む必要があり、一方、地仙になるものは300善（天仙の4分の1）をやる必要があるとされ、1回でも悪事をすれば、御破算になるとする。ここでいう善行とは儒教の徳であり、その影響がみられる[9]。
- 尸解仙 - 体道者が肉体の死を迎えた時、蝉や蛇の脱皮のように魂魄が死骸から脱け出て、後日その肉体を取り戻しにくる。そのため棺などから死骸は消失するとされる。死骸の消失にあたり、衣冠・仙経・刀剣・竹杖などを残すとされている[10]。

### 神仙
元々法力と神通力を持っている神たち。神仙はすべて人間の形を本体にしているが、化身としては山や川などの自然や自然現象、神話に残る祖霊、重大な歴史的事件や小説の登場人物とされる。中国人はそれらを敬い、また彼らの神通力や天に住むことを求めて、自然と神仙とは一体的なものに認識され、人間自身も神仙になることができる。

### 真人
仙人の別称、または上級の仙人の呼称。元来『荘子』では道の体得者の謂であったが、神仙思想を媒介にして道教に取り込まれ、「仙人」よりランクの高い神仙といて天界の官僚組織の中に位置づけられた。
なお、臨済宗では、この単語を「しんにん」と読むが、これは「まことの人」の意味で、仙人をさす言葉ではない。

## 修行法

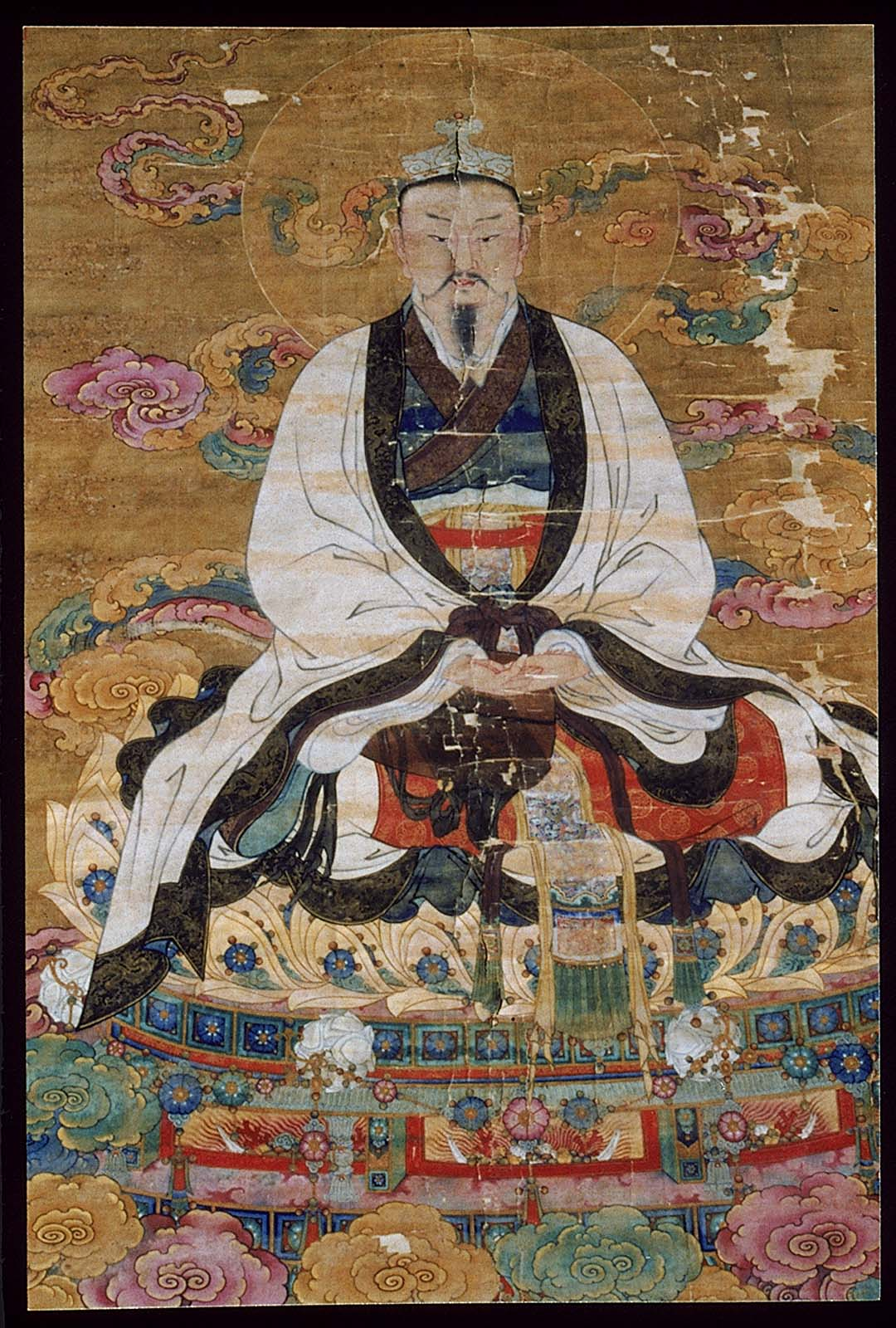
玉皇大帝（明代の絵画）

修行方法には呼吸法や歩行法、食事の選び方、住居の定め方、房中術までさまざまな方法がある。いずれにせよ心身の清浄を保ち気としての「精」を漏らすことは禁物であり、「精」を練り気、神に変え仙人となるための仙丹にまで練らなければならない。また派によっては呪符や呪文を用いることもあった。内丹術を中心とした仙人になるための修行法は「仙道」と呼ばれることが多い。
『漢書』芸文志・方技略・「神僊」には10冊の書名が書かれているが、いずれも現代には伝わっていない。しかしそこに使われた単語から内容を類推できる。「歩引」は馬王堆から発見された図「導引」と等しく呼吸法などを含めた体の屈伸運動で、長生きの法の一つである。「按摩」は現代と同じ意味、「芝菌」は神仙が食べたというキノコ、「黄治」は錬丹術を指す。これらは黄帝や伏羲など神話的人物の技とみなされていた。また『漢書』方技略には他に「医経」（医学の基礎理論であった経絡や陰陽、また針灸などの技法）、「経方」（本草すなわち薬学）、「房中」（性交の技）があり、健康や長寿を目的としたこれらの技法も道教と密接な関係を持った。
『漢書』以外にも様々な法技が行われていた。呼吸法のひとつ「吐故納新」、五臓を意識して行う瞑想の「化色五倉の術」、禹の歩みを真似て様々な効用を求めた「禹歩」などが伝わる。
- 煉丹術（錬丹術・外丹術） - 不老不死などの霊効を持つ「仙丹（金丹）」をねる錬金術。中国で行われた錬金術を煉丹術と呼ぶ。金属の一種であるゴールドではなく、「丹薬」・「金丹」を生成するのが主目的であること、また、丹砂（硫化水銀）をゴールドに変化させるのが基本技術であるからである[15]。仙道の求道者ないし不老不死の探求者（唐の皇帝も含む）が仙薬を服用して水銀中毒になる、などの事例も多かった。
  - 内丹術 - 鉱物を原料に金丹を練って服用する外丹に対し、自己の体内に存する気を原料に身中に丹を生成する煉丹術を内丹という。鉱物の化学反応にはコストがかかり、また、水銀中毒などの危険もあった。このような外丹術のデメリットを避けることができる[16][17]。
  - 女丹（じょたん） - 女性のための内丹術。カトリーヌ・デスプが1980年代に出会ったという鄭至清（てい・しせい）について記録が残っている。彼女は全真教の龍門派の教えに従い、静座法（座って心身を落ち着ける）を実践した。23歳のとき斬赤龍（ざんせきりゅう。修行による月経が止まること）となった[18]。
- 房中術 - 陰道・補導の術ともいう。男女が交わり、互いの精気を交換することで不老長生となる技術もある。男性の立場からは採陰補陽、女性の立場からは採陽補陰と呼ぶ。交わることで相手から気を受け取る際、適度に肛門を締めておくことが必要（でないと気が逃げてしまう）。こうして受け取った気は丹田に収容する[19]。
- 導引術（導引） - 呼吸をして体内に気をめぐらせ、手足を屈伸させたり、運動させたりなどして血行を良くする。健康の維持や病気療養、そして不老長生をめざす養生法の一つ。医師で、仙人としても言及される華佗は[20]、5種類の動物の動作を取り入れた導引「五禽戯」を創始した[21]。わが国でも江戸時代には按摩・鍼・灸などとともに日常的に行われていたが、明治以降西洋式体操の導入により廃れる[22]。中国では1980年代以降、導引が再評価され脚光を浴びる。いわゆる気功ブームである[23]。
- 調息（ちょうそく） - 端座してゆっくりと呼吸をととのえ、心身を落ち着けること。不老長生をめざすために気の呼吸法をさかんに研究していたのが『雲笈七籤』巻34で、〈調息に正当な方があれば、延年できる〉とある[24]。
- 胎息（たいそく） - 「鼻や口を通じての呼吸をなるべく抑え、胎児が母胎内で行うと考えられた自閉的な呼吸に近づけ、嬰児の段階で人が先天的に有している清らかな気を凝結させ保持する技法」（長澤志穂による）[25]。
- 辟穀（へきこく） - 五穀を断つこと。断穀、絶穀、却穀、休穀、絶粒、却粒などともいう。乾燥肉（ジビエが好まれた）やドライフルーツを中心に、完全に消化吸収されると考えられた食べ物だけを食べた。中には松の実だけを食べて仙人になった者もいる。また、山中に住む道士たちは、薬効がある野草やキノコを採取して売ることもあった[26]。
- 行気 - 口から古い気を吐き出し、鼻から新しい気を摂取し、全身に気をめぐらし、循環させる方法。技法の種類は時代や人によって異なり、非常に多い[27]。
- 存思（そんし） - 陶弘景（456 - 536）が編纂した『上清経』が説く教え。人の体内にいる神々や宇宙にいる神々をイメージする高度な瞑想[28]。
- 本草 - 中国最古の薬学書は『神農本草経』（2世紀頃）であるが、これに基づいて経験と知識を蓄積し、本草学は一層の進歩を見る。陶弘景は道士であるとともに医師・本草家（薬学者）でもあった。唐代以降、本草書は勅命により編纂されることが多くなり、民間の道士による編纂は減少する[29]。
- 服餌法 - 薬物・食物の摂取による養生法[30]。
- その他 - 霊地、霊木などの気を体内にとり入れる修行もあり、これを俗に「霞を食っている」などという。誤解されがちではあるがこの場合の霞とは朝日と夕日のことを指しており、逆に霧や本当の霞などは食べてはいけないものとされている。

## 歴史

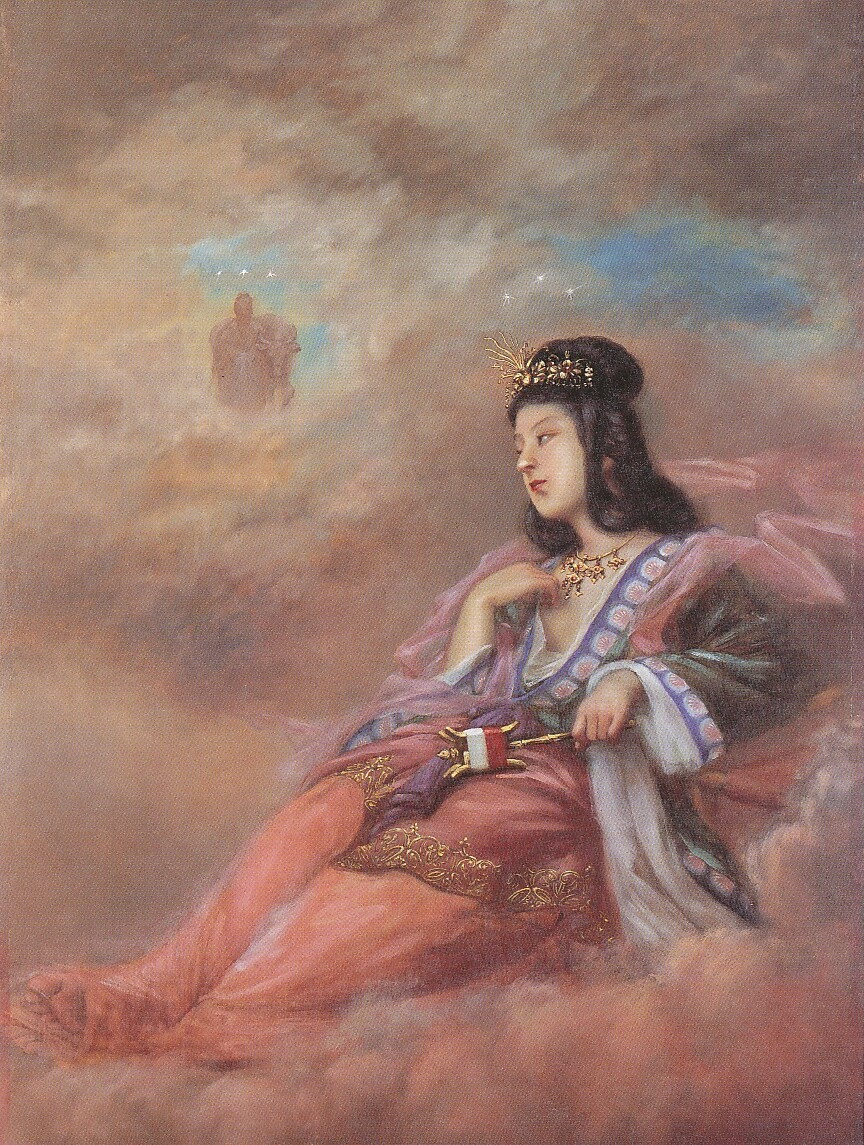
「十二支のうち丑『牽牛星』」山本芳翠筆

### 成立
仙人の伝記集として前漢末には劉向の『列仙伝』、東晋には葛洪の『神仙伝』が記され、『封神演義』『八仙東遊記』など古典小説や戯曲にもよく登場する。ヨーロッパの隠者に類似する。また、仙人になるための修行である仙道＝不老不死を追求する技術ということから、シルクロードを通じ、ヨーロッパの錬金術と相互に影響しあった部分もある。仙人の伝記が書いてある書物としては他に王世貞『列仙全伝』、沈汾『続仙伝』などが挙げられる。

### 現在
例えば、中国道教の聖地であり、世界遺産にも登録されている武当山や龍虎山では、現在でも数百人の道士や信者たちが仙人になることを目指して修行を続けている。またこの2つの山は道士たちが修業のために入山するだけでなく、建築・文化・自然を楽しむために観光客にも人気である。

### 著名な仙人
- 葛洪（抱朴子、神仙伝の著者）
- 東方朔（漢の武帝の側近）
- 太公望
- 八仙
  - 鍾離権
  - 呂洞賓
  - 韓湘子
  - 李鉄拐
  - 張果老
  - 曹国舅
  - 藍采和
  - 何仙姑
- 蝦蟇仙人
- 安期生（あんきせい） - 蓬萊山に住むという仙人。安期先生ともいう。琅邪郡阜郷亭の人。東海地方のあたりで薬を売り、学を河上丈人に受け、俗に千歳翁と呼ばれた[34]。
- 陰長生（いんちょうせい） - 後漢初～半ごろの河南の新野の人。裕福な家庭の出身だが、栄華を好まず修行に専心する。馬鳴生（ば・めいせい）の唯一の弟子。黄土を黄金に替えて貧しい者に与える。妻子とともに300年ほど生きたのち白日昇天[35]。
- 王子喬（おうしきょう） - 周の霊王の三十八人の子のうちの太子晋のことで、字は子喬、尊称は王子、王子晋。生まれながら神異の相をもち、幼いながら道を好み、しばしば人知れずに神仙が降りてきたという。崇高山で道を治めて仙人となった。常日頃は笙という楽器を奏でるのを好み、鳳凰の鳴く声のような音をたてるほど堪能であったという[36]。
- 河上公（かじょうこう） - 『道徳経』に注を加えたと伝説される人物（漢の武帝に道徳経の注釈書を授け、姿を消す）[37]。
- 許慎君（きょしんくん） - 239～301（異説あり）。本名を許遜といい、晋朝に南昌で生まれた仙道修行者。孝道と霊能をもち、没後許慎君と称され、神仙として祀られた。許遜は許由の後裔であり、幼いころ狩りに出て母子の鹿を見つけ、母鹿を射止めると、倒れた母鹿が産み落とした子鹿を舐めながら死んでいくのを目の当たりにして悟り、弓矢を棄てて学問と神仙の術の修業に励んだ。12世紀の趙宋の時代に許遜を信仰する宗教集団の一人である何真公の下に現れると「忠孝の法」を述べた「浄明経典」を授けた。何真公はこの経典に基づいて活動を開始し、それを継承した元代初期の劉玉が受けた教えをまとめたものが道教の一派である「浄明道」を形成したとされている。その内容は「孝悌の教」と「済生利民」を実践するものだった[38]。
- 黄初平（こうしょへい） - 丹渓の人。姓は皇とも。また黄大仙とも呼ばれる。華僑の発展に伴い、黄大仙信仰は海外にも広まった。『神仙伝』に黄初平の伝記が記載されており、『神仙伝』によると、15歳の時羊の世話をしているときに道士に出会い、そのまま金華山の石室に入り仙道を得た。修業して四十数年経っても、自分の家のことを思うことが全く無かったという[39]。
- 黄帝（こうてい） - 姓は姫といい、伏羲の子少典の子であり、軒轅とも号されている。幼いころから聡明で鬼神に命令を下して使役する力を持っていた。百神を裁き使い、予知能力があり物の法則が分かる雲師である。そのため臣下の官名にそれぞれ「雲」の字をつけ、みずから雲師（総帥）となり、また暦算、音楽、文字、医薬などを創始した。帝位に百年余りつくも、自ら死期を定め、亡くなる。死後葬られた所が崩れた時に、棺は空で剣と舃（履物）のみが残されていたという。仙書には龍に乗り去っていったとある。もともと黄帝は中国古代神話上の聖王（五帝）の一人であり古来伝承が多いが、漢代に道家が黄帝に求めるとさらに神仙として信仰されるようになり、「黄老」というように老子と並べて尊ばれ、医術や方術の書が多数伝えられた[40]。
- 左慈（さじ） - 後漢末の方士。字は元放。五経に詳しく、星占いにも通じていた。揚子江の北岸の廬江郡の人。もともとは儒教を志していたが、後漢末の混乱の際、現世をはかなんで天柱山という山で修業しさまざまな道術を体得していた。彼が修業のため入山した天柱山で丹薬の研究実験に打ち込み、その研究を『太清丹経』『九鼎丹経』『金液丹経』に著し、その秘法を葛玄に伝授した[41]。
- 薩真人（さつしんじん） - 1100年9月23日生まれ。姓は薩、名は守堅。西蜀の人で宋代の道士。医術を学んでいたが、薬を誤り人を死なせてしまった経験から医学の道を諦めたという。薩真人は江南の三十代天師である虚静先生、王侍宸と林霊素の三人の道士から道法を授けられたという。薩真人の弟子達は一派を形成し、みずから「薩真君西河派」と称した。明代には、薩守堅と王霊官を合わせて祀り、「崇恩真君」「降恩真君」に封じた廟もあった。玉帝の命により天枢領位真人となり羽化登仙したと伝えられているが、その地は蜀の涪州とも、閩の漳州ともいわれている[42]。
- 三茅君（さんぼうくん） - 漢代に句容の句曲山で得道して真人となった、大茅君・中茅君・小茅君の三兄弟の総称。三茅真君ともいう。一番上の茅盈は字を叔申といい、18歳のときに恒山に入って修業し、後に句曲山に隠れ得道した。二番目は名は固、字は季偉といい、三番目は名は衷、字を思和という。この二人は大変優秀だったために官職についた。茅盈は弟たちの送別会の場で翌年の四月三日に登仙することを約束し、約束のその日に白日登仙した。その姿を見て弟たちも官を棄て、兄についていき修業をして仙人となった。この三人が修業した句曲山を茅山と呼ぶようになったといわれている。後に老君に拝して、茅盈は司命真君に、茅固は定禄真君に、茅衷は保生真君になったので、三茅真君と呼ばれる[43]。
- 鍾離権（しょうりけん） - 唐代の仙人。八仙に入っている呂洞賓の師匠。鍾離覚・和谷子・雲房先生・正陽子・正陽真人とも称する。燕台、京兆郡咸陽県の人。漢に仕えて諫議大夫となる。漢の滅亡後曹魏に仕え、その後西晋に仕えて将軍となる。ある戦いで満身創痍となり一人で逃走中に、山中である老人に出会い、昇仙したい旨を伝えると、老人から長生真訣・赤符玉篆金科霊文・金丹火侯青龍剣法を授かり、修業を重ねて登仙した。唐代になって、科挙に落第して長安にいた呂洞賓と出会い、終南山に連れ帰って道を授けたのちに羊角山に隠れ住んだ[44]。
- 徐福（じょふく） - 秦の始皇帝の時の方士。斉の人。字は君房、名を巿（ふつ）ともいう。不老長生を求めた始皇帝の命により、東海の海中にある三神山（蓬莱山、方丈山、瀛州山）に仙薬を求めて出航した。日本に渡来した説もあるが、消息は不明である[45]。
- 赤松子（せきしょうし） - 古代最古の神仙伝説に属する仙人。干宝の『捜神記』には赤松を姓、名は時喬、字は受紀。巫の面影を残している。神農の治世、風を司る神であったという。また楚の范氏街で孔子に赤劉の起こることを予言したとある。水晶の粉を服用して火の中に入り、尸解。仙人となる。五帝の一人・高辛の時代に仙去、雨師（雨乞い）として活動[46]。
- 孫思邈（そんしばく） - ？～682。京兆郡華原県（陝西省耀県）の人。孫真人とも呼ばれる。唐代の医者。若い時から老荘・仏典など幅広く学ぶ。官位などには興味がなかった様子で、唐の太宗・高宗のオファーも断っている。太白山などに隠棲して仙術を学ぶ。著書に『仙金要方』などがある[47]。
- 陳攖寧（ちんえいねい）-1880～1969。道教学者で、安徽省懐寧県の人。清末の秀才。中国道教協会会長・副会長を歴任した。29歳より九華山・武当山・峻山などの道教の聖地を歴遊し、広く各派の修練養身を治めた。晩年には後天の神気を合一させて先天の性命にかえり、さらに先天の性命を合一させて清静自然の本にもどる静功の法を研究した[48]。
- 張道陵（ちょうどうりょう） - ？～177。後漢末の人。沛国豊県の人。張陵ともいう。蜀に移住し、鶴鳴山で仙道を学び道書を造り、自ら天師・太清玄元と称し、百姓の信仰を集めた[49]。
- 陳摶（ちんたん） - 生没年不詳。五代から北宋初年にかけての道士。字は図南、扶揺子と号す。後周の世宗からは白雲先生、北宋の太宗からは希夷先生の号を受ける[50]。
- 陶弘景（とうこうけい） - 456～536。字は通明、諡は貞白先生、丹陽郡秣陵県（江蘇省）の人。南朝斉・梁時代の道士、道教上清派（茅山派）第9代宗師、上清派の大成者。小さい時から書にしたしみ、10歳の時には『神仙伝』を読み、養生の志をもち、若くして斉朝に仕える。29歳頃、大病を機に道士となり、陸修静の高弟である孫游岳から道教の経典・符図・誥訣・秘法を受け、翌年には茅山で、上清派の楊羲・許謐・許翽の三真人の手書を獲て、霊人にあった感激を覚える。そこで三真人の往来した書跡を求めて、学道者を訪ね歩き、真人の手跡を得た。37歳の時、職を辞して句容の茅山に華陽館を建てて弟子と住み隠遁、自ら華陽隠居と号した[38]。
- 彭祖（ほうそ） - 姓は彭、名は籛鏗、古代五帝の一人顓頊の玄孫である。導引行気の法に精通し、800年の長寿を保ったとされる殷の賢大夫。生年のように若々しかったが、49人の妻と54人の子を失った[51]。
- 麻姑（まこ） - 伝説上の女仙の名。葛洪『神仙伝』巻２王遠、および巻７に麻姑が見える。古代の仙女で、仙人王方平の妹である。また、孫の手の由来は鳥のように長い麻姑の爪からきているとされる[52]。
- 陸修静（りくしゅうせい） - 406～477。南朝宋の天師道霊宝派道士。呉興郡東遷県の人で、呉の四姓の一つであった陸氏の支族の出身。字は元徳、諡は簡寂先生[53]。

### 日本の仙人
- 久米仙人
- 陽勝
- 法道
- 役小角

### 道教教団
- 太平道
- 黄巾の乱
- 五斗米道
- 正一教
- 全真教